# Alessio Lorandi
Alessio Lorandi (Saló, Italia; 8 de septiembre de 1998) es un piloto de automovilismo italiano.

## Carrera

### Karting
Lorandi tiene una exitosa carrera en el karting. En 2007 hizo su debut aquí con un puesto 29 en el Euro Trophy 60 Baby y un puesto 30 en el Trophy 60 Baby italiano. Sus primeros grandes éxitos llegaron en 2010 cuando ganó la clase 60 Junior del Trofeo Andrea Margutti y terminó quinto en la Final Internacional de la Copa ROK.
En 2011, Lorandi pasó a la clase KF3 y terminó tercero en el Trofeo Invernal Ayrton Senna. También terminó 11º en la Copa del Mundo CIK-FIA y 29º en la Copa Final WSK.
En 2012, Lorandi continuó compitiendo en varios campeonatos de KF3. Ese año ganó el Trofeo Copa Campeones, terminando segundo detrás de Callum Ilott en la WSK Final Cup y WSK Master Series. En la WSK Euro Series, terminó tercero detrás de Álex Palou e Ilott. También mejoró en la Copa del Mundo CIK-FIA al sexto lugar y terminó quinto en el Trofeo Andrea Margutti.
En 2013, Lorandi ganó la clase KF3 de la Copa de Invierno de South Garda y la clase KFJ de la WSK Super Master Series. Además, se convirtió en campeón en el Campeonato Mundial KF-Junior CIK-FIA, pero terminó solo en el puesto 37 en el Campeonato Europeo KF-Junior CIK-FIA. Terminó sexto en la clase KFJ de la Supercopa Internacional CIK-FIA, segundo en la WSK Euro Series y tercero en la WSK Final Cup.
En 2014, Lorandi cambió a la clase KF2, ganando la Copa de Invierno de South Garda y el Trofeo Andrea Margutti. También terminó segundo en la WSK Super Master Series y la WSK Champions Cup. También terminó sexto en el Campeonato Europeo KF CIK-FIA, pero solo terminó 21 en el Campeonato Mundial CIK-FIA.

### Fórmula 3
En 2015, Lorandi hizo el cambio a las carreras de fórmula, donde inmediatamente hizo su debut en la Fórmula 3 para el equipo Van Amersfoort Racing en el Campeonato Europeo de Fórmula 3 de la FIA. Sin embargo, no pudo causar una gran impresión, ya que terminó sexto en el Gran Premio de Pau como el mejor resultado en el vigésimo lugar del campeonato con 26 puntos.
En 2016, Lorandi continuó conduciendo en la Fórmula 3, pero se cambió al equipo Carlin. Ganó el Gran Premio de Pau, consiguió otro podio en el Circuito de Zandvoort y también terminó sexto en el Masters de Fórmula 3 de ese año, pero dejó al equipo tres fines de semana de carrera antes del final del campeonato. Al final, terminó la temporada en el decimocuarto lugar con 96 puntos.

### GP3 Series
Después de dejar la Fórmula 3, Lorandi se cambió a la GP3 Series en 2016, donde pasó los dos últimos fines de semana de carreras para el equipo Jenzer Motorsport. Con un noveno lugar en el Circuito Internacional de Sepang como el mejor resultado, se quedó sin victorias en el lugar 23.
En 2017, Lorandi condujo su primera temporada completa de GP3 al servicio de Jenzer. Ganó una carrera en el Circuito de Jerez y subió al podio en otras tres carreras, terminando séptimo en la clasificación con 92 puntos.
En 2018, Lorandi permaneció activo en GP3, pero se cambió al equipo Trident. Subió al podio en el Red Bull Ring, pero no participó en la segunda mitad de la temporada. Con 42 puntos, sin embargo, terminó undécimo en la puntuación final.

### Fórmula 2
Después de que Santino Ferrucci fuera expulsado del equipo de Fórmula 2 de Trident, Lorandi ocupó su lugar a mitad de temporada. Con un séptimo lugar en el Autódromo de Sochi como mejor resultado, terminó vigésimo en la clasificación final con seis puntos.

## Resultados

### GP3 Series
(Clave) (negrita indica pole position) (cursiva indica vuelta rápida puntuable)

| Año  | Escudería         | 1   | 1   | 2   | 2   | 3   | 3   | 4   | 4   | 5   | 5   | 6   | 6   | 7   | 7   | 8   | 8   | 9   | 9   | Pos. | Puntos | Ref.  |
| ---- | ----------------- | --- | --- | --- | --- | --- | --- | --- | --- | --- | --- | --- | --- | --- | --- | --- | --- | --- | --- | ---- | ------ | ----- |
| 2016 | Jenzer Motorsport | BAR | BAR | SPI | SPI | SIL | SIL | BUD | BUD | HOC | HOC | SPA | SPA | MNZ | MNZ | KUA | KUA | YMC | YMC | 23.º | 0      | [ 4 ] |
| 2016 | Jenzer Motorsport |     |     |     |     |     |     |     |     |     |     |     |     |     |     | 11  | 9   | 12  | 20  | 23.º | 0      | [ 4 ] |
| 2017 | Jenzer Motorsport | BAR | BAR | SPI | SPI | SIL | SIL | BUD | BUD | SPA | SPA | MNZ | MNZ | JER | JER | YMC | YMC |     |     | 7.º  | 92     | [ 5 ] |
| 2017 | Jenzer Motorsport | 3   | 3   | 7   | 8   | 3   | 6   | 4   | Ret | 12  | 14  | Ret | C   | 8   | 1   | 5   | 17  |     |     | 7.º  | 92     | [ 5 ] |
| 2018 | Trident           | BAR | BAR | LEC | LEC | SPI | SPI | SIL | SIL | BUD | BUD | SPA | SPA | MNZ | MNZ | SOC | SOC | YMC | YMC | 11.º | 42     | [ 6 ] |
| 2018 | Trident           | 11  | 16  | 5   | 4   | 3   | 4   | 10  | 12  |     |     |     |     |     |     |     |     |     |     | 11.º | 42     | [ 6 ] |

### Campeonato de Fórmula 2 de la FIA
(Clave) (negrita indica pole position) (cursiva indica vuelta rápida puntuable)

| Año  | Escudería | 1   | 1   | 2   | 2   | 3   | 3   | 4   | 4   | 5   | 5   | 6   | 6   | 7   | 7   | 8   | 8   | 9   | 9   | 10  | 10  | 11  | 11  | 12  | 12  | Pos. | Puntos | Ref.  |
| ---- | --------- | --- | --- | --- | --- | --- | --- | --- | --- | --- | --- | --- | --- | --- | --- | --- | --- | --- | --- | --- | --- | --- | --- | --- | --- | ---- | ------ | ----- |
| 2018 | Trident   | SAK | SAK | BAK | BAK | BAR | BAR | MON | MON | LEC | LEC | SPI | SPI | SIL | SIL | BUD | BUD | SPA | SPA | MNZ | MNZ | SOC | SOC | YMC | YMC | 20.º | 6      | [ 3 ] |
| 2018 | Trident   |     |     |     |     |     |     |     |     |     |     |     |     |     |     | 14  | Ret | 13  | 15  | 15  | 12  | 7   | Ret | 13  | 14  | 20.º | 6      | [ 3 ] |